# Lokeren
Lokeren er en by i Flandern i det nordlige Belgien. Byen ligger i provinsen Østflandern, cirka 40 kilometer nordvest for landets hovedstad Bruxelles. Indbyggertallet er pr. 1. januar 2006 på 37.850 mennesker, og byen har et areal på 67,50 km²